# Ezereț
Ezereț, în perioada românească Satâlmâși, (în bulgară Езерец), este un sat în partea de nord-est a Bulgariei. Aparține de Obștina Șabla, Regiunea Dobrici, Dobrogea de Sud.
Între anii 1913-1940 a făcut parte din plasa Balcic a județului Caliacra, România.

## Demografie
Componența etnică a satului Ezereț
     Bulgari (97,58%)
     Nicio identificare (2,41%)
     Altele (0%)
La recensământul din 2011, populația satului Ezereț era de 124 locuitori. Din punct de vedere etnic, majoritatea locuitorilor (97,58%) erau bulgari. Pentru 2,41% din locuitori nu este cunoscută apartenența etnică.